# NGC 6385
NGC 6385 este o liner situată în constelația Dragonul. A fost descoperită în 22 iulie 1886 de către Lewis A. Swift.